# Desert Diamond Arena
A Desert Diamond Arena, anteriormente conhecida como Glendale Arena, Jobing.com Arena e Gila River Arena, é um estádio localizado em Glendale, subúrbio de Phoenix, Arizona, que serviu como casa do Arizona Coyotes, time de hóquei no gelo da National Hockey League (NHL). Construído em 2003, custou 180  milhões de dólares e tem capacidade de 17 799 para jogos de hóquei.
O estádio é parte de um projeto de desenvolvimento da região, que prevê um centro de entretenimento e varejo nas cercanias. Logo em frente à Desert Diamond Arena, do outro lado da rua, está localizado o University of Phoenix Stadium, que é a casa do Arizona Cardinals, da NFL. Apesar disso, considera-se que o estádio fica distante de boa parte da torcida do time, que, para se deslocar desde Phoenix, tem de escolher entre uma autoestrada congestionada e vários sinais de trânsito em ruas normais.

## História

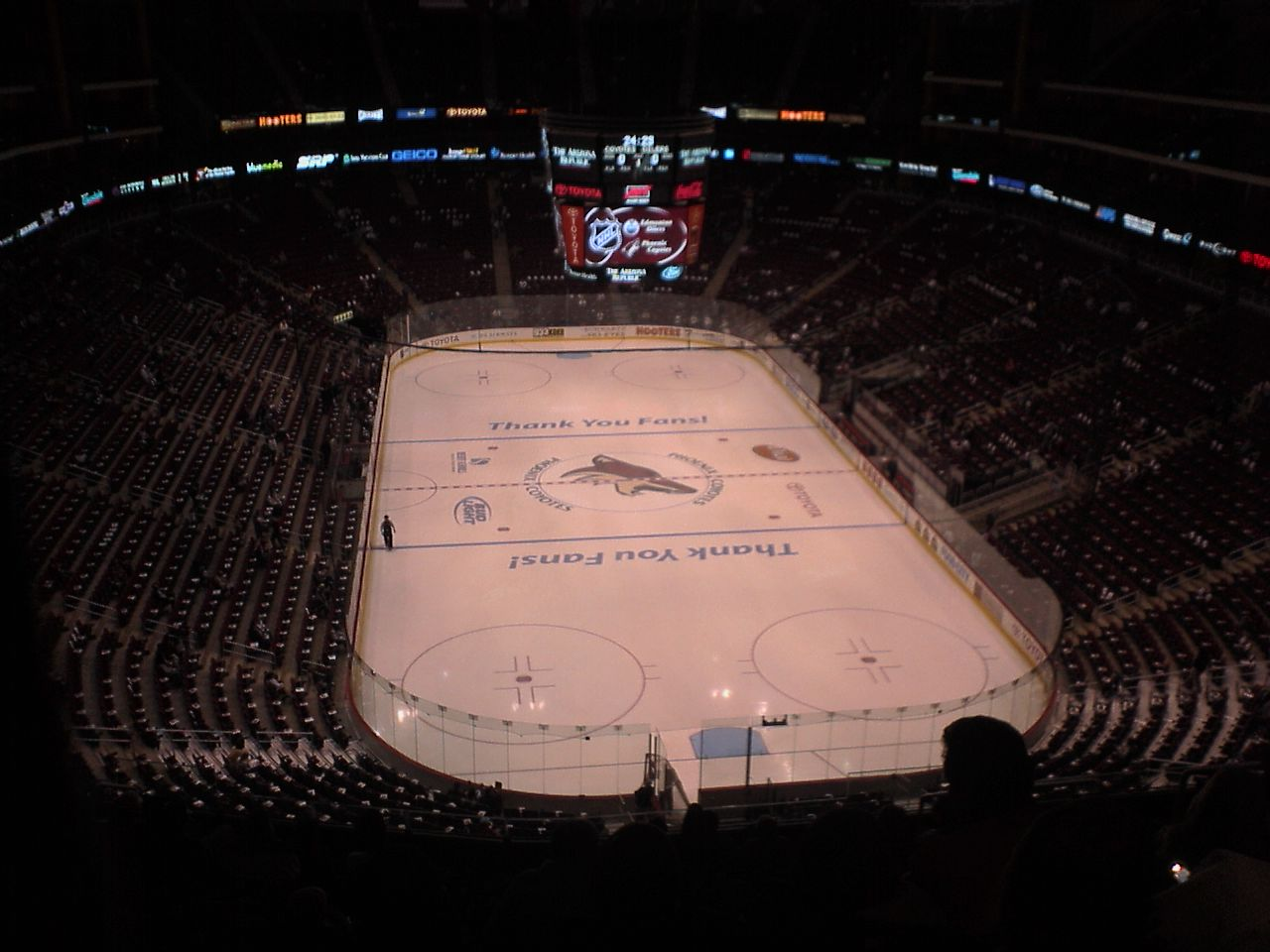
Interior.

A construção do estádio teve início em 2002, e os Coyotes mudaram-se para lá no fim do ano seguinte. Desde que se mudara de Winnipeg, em 1996, o time jogava na America West Arena (agora conhecida como Talking Stick Resort Arena), no centro de Phoenix. A America West Arena não era velha (fora construída para jogos de basquete apenas quatro anos antes, em 1992), mas tinha um desenho específico para jogos de basquete. Como o centro do estádio mal servia para caber um rinque de gelo oficial e vários assentos tinham visão obstruída, a capacidade foi reduzida já na segunda temporada dos Coyotes na cidade — com pouco mais de 16 mil lugares, era o segundo menor estádio da liga então e em 1999 já era o menor.
Os Coyotes foram vendidos para um grupo liderado por Steve Ellman, que se comprometeu a construir um novo estádio nos subúrbios. Originalmente, a "Glendale Arena" deveria ter sido inaugurada em 2001, mas acabou abrindo as portas apenas no meio da temporada 2003–04 da NHL, em 26 de dezembro de 2003, com um jogo de lacrosse. O primeiro jogo de hóquei foi disputado no dia seguinte, com a derrota dos Coyotes por 3 a 1 para o Nashville Predators. Em 26 de outubro de 2006, o site local Jobing.com fechou um contrato de dez anos, por trinta milhões de dólares, para patrocinar o nome do estádio.
A Jobing.com Arena deveria receber o Jogo das Estrelas de 2009, depois de perder esse direito em 2006 por causa do novo acordo coletivo de trabalho da liga, mas o Montreal Canadiens acabou ficando com o privilégio por causa da sua comemoração de cem anos. Desde 2005, o estádio tem recebido jogos de basquete universitário, vôlei e luta livre, entre outros esportes menores.
Até a classificação dos Coyotes para os playoffs em 2009-10, era o único estádio da liga que nunca havia recebido jogos de pós-temporada, visto que a última participação do time havia sido em 2002. Desde então os Coyotes classificaram-se duas vezes, perdendo para o Detroit Red Wings em ambas (4 a 3 em 2010 e 4 a 0 em 2011).

## Negócios
Por ter financiado a construção do estádio, a cidade de Glendale recebe 2,50 dólares de cada ingresso vendido no estádio, além de um aluguel mensal de 42 mil dólares pago pelos Coyotes, que ainda pagam parte da manutenção e da segurança do local. Para conseguir apoio dos contribuintes, a cidade garantiu que o custo seria coberto pela receita adicional proporcionada pelo estádio, o que gerou um lucro de 1,1 milhão de dólares entre 2005 e 2008. O time, por outro lado, afirma ter tido prejuízo de cerca de duzentos milhões de dólares desde que se mudou para o estádio. Colocado à venda, uma das propostas de compra contempla a mudança do time para Hamilton, no Canadá, e outra requer concessões por parte da administração municipal que se recusa a usar dinheiro de impostos para isso, ainda que fosse uma sobretaxa aplicada apenas nos arredores do estádio. Se o time realmente deixar a cidade, a administração municipal terá de seguir pagando o financiamento da construção do estádio sem seu principal inquilino.
A disputa judicial fez com que no primeiro jogo dos Coyotes no estádio pela pré-temporada de 2009-10 apenas mil pessoas aparecessem, com um público pagante (incluindo ingressos comprado, mas não utilizados) de 4 600. Com isso algumas seções e lanchonetes ficaram fechadas. O primeiro jogo oficial da temporada em casa teve lotação máxima depois de promoções, mas para o segundo não apareceram mais que 5 mil pessoas, apesar de o público oficial ter sido de 6 899 pagantes, pois carnês de temporada não usados entram na conta. Na mesma noite o clube anunciou uma promoção para alguns jogos em que, se o time vencer, os torcedores terão direito a um ingresso gratuito para outra partida. Mesmo com os fracos públicos em Glendale, a liga anunciou que teve seu maior público em um mês de outubro em todos os tempos. Em 3 de novembro, mesma data em que o time foi comprado no processo de concordata, o menor público de um jogo dos Coyotes na história: 5 855 pagantes, quebrando o recorde de 6 495, estabelecido na partida anterior.